# Domenico da Venezia

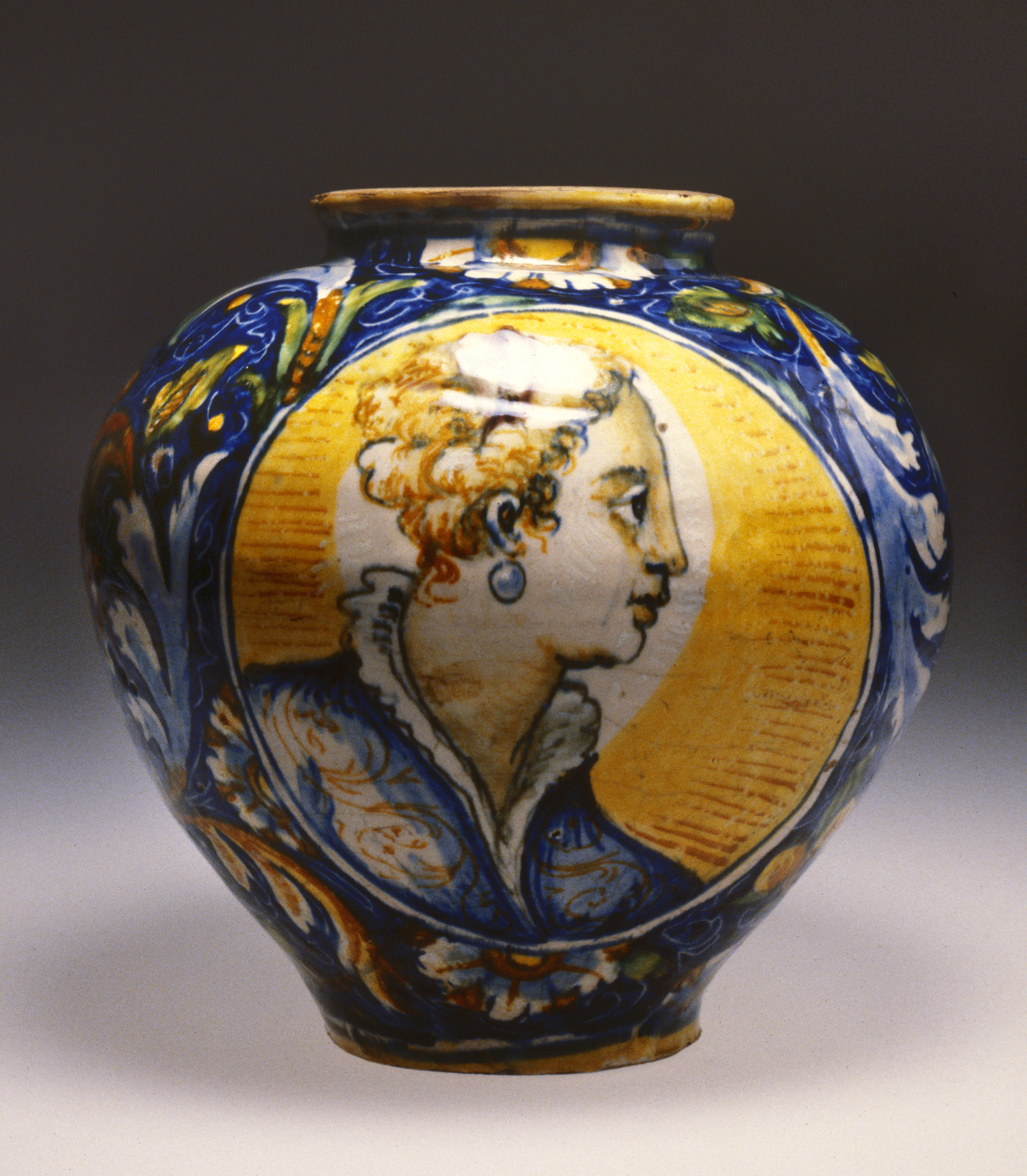
Pot à pharmacie avec un buste féminin, datant des années 1560, conservé au Walters Art Museum.

Domenego de Dona di Bethi, dit Domenico da Venezia, né entre 1520 et 1525 à Venise et mort entre 1569 et 1574 dans la même ville, est un céramiste et peintre sur majolique italien, actif au troisième quart du XVIe siècle au sein de la république de Venise.

## Biographie
Domenico da Venezia naît entre 1520 et 1525, à Venise.
En 1546, il est marié avec Catharina, fille du céramiste vénitien Iacomo da Pesaro : c'est peut-être dans l'atelier de ce céramiste que Domenico da Venezia débute.
Il meurt entre 1569 (date de ces dernières œuvres signées) et 1574 (avant la tenue du registre des morts de sa paroisse).

## Œuvre
Domenico da Venezia est céramiste, et notamment peintre sur majolique : il est d'ailleurs considéré comme l'un des plus importants de sa génération,. Il s'inscrit dans la tradition picturale vénitienne, notamment maniériste, avec des personnages immergés dans un paysage. Sa palette est dominée par le jaune, avec l'usage du vert et du bleu,. Sa production est notamment caractérisée, pour sa période de maturité artistique, par le recul du dessin au profit de contrastes chromatiques et d'ombrages afin de figurer les formes,.
Au dos de ses œuvres sont inscrites de longues descriptions en rapport au thème iconographique traité, décorées, ainsi que la date de réalisation, sa signature et l'adresse de l'atelier dans lequel il officie.